# Batalla de Hastings
La batalla de Hastings se libró el 14 de octubre de 1066. El ejército franco-normando del duque Guillermo II de Normandía se enfrentó con el ejército anglosajón del rey Haroldo II. Fue el comienzo de la conquista normanda de Inglaterra. Tuvo lugar a unos once kilómetros al noroeste de Hastings, cerca de la actual localidad de Battle en el condado de Sussex Oriental, y su resultado fue una victoria decisiva de los normandos.
El origen del enfrentamiento fue que, a la muerte sin hijos del rey de Inglaterra Eduardo el Confesor en enero de 1066, dio inicio una pugna entre varios pretendientes al trono. Haroldo fue coronado al día siguiente del óbito de Eduardo, pero en los siguientes meses tuvo que afrontar las invasiones de la isla por parte de Guillermo, de su propio hermano Tostig y del rey de Noruega Harald Hardrada. Estos dos últimos se aliaron y desembarcaron en el norte de Inglaterra al frente de una hueste vikinga, con la cual vencieron a un ejército inglés, reclutado apresuradamente, en la batalla de Fulford el 20 de septiembre de 1066, aunque ambos resultaron derrotados cinco días después por el rey Haroldo en la batalla de Stamford Bridge. Las muertes en combate de Hardrada y Tostig dejaron al rey inglés y al duque Guillermo como únicos contendientes por la corona. Mientras los soldados de Haroldo se recuperaban de la batalla, el duque de Normandía desembarcó el 28 de septiembre de 1066 en Pevensey, al sur de Inglaterra, y estableció una cabeza de playa desde la que lanzar su conquista del reino. Haroldo se vio forzado a marchar veloz hacia el sur y tuvo que reclutar tropas por el camino.
Se desconoce el número exacto de tropas implicadas en la batalla, aunque estimaciones modernas indican que fueron unos 10 000 hombres de Guillermo y unos 7000 de Haroldo. La composición de los ejércitos sí está clara: el inglés lo formaba casi en su totalidad infantería y unos pocos arqueros, mientras que la mitad de la fuerza invasora era infantería y el resto se repartía en igualdad entre caballería y arqueros. Parece que Haroldo trató de sorprender a Guillermo pero los exploradores informaron de su llegada al duque, que marchó desde Hastings para enfrentarse al rey. La batalla duró desde las 9 de la mañana hasta la puesta de sol. Los primeros intentos de los invasores por romper las líneas inglesas apenas tuvieron efecto, por lo que, posteriormente, los normandos adoptaron la táctica de simular su retirada para luego darse la vuelta contra los defensores. La muerte de Haroldo, que debió producirse hacia el final del día, provocó la retirada y derrota de la mayor parte de su ejército. Es difícil conocer las bajas exactas de la batalla, pero algunos historiadores aventuran que fueron unas dos mil entre los invasores y el doble entre los ingleses.
Después de una larga marcha y de algunas escaramuzas en el sur de Inglaterra, Guillermo logró la sumisión del reino y fue coronado rey el día de Navidad de 1066. En los años siguientes hubo varias rebeliones y resistencia al gobierno del nuevo rey, pero el resultado del enfrentamiento en Hastings marcó la culminación de la conquista de Inglaterra por los normandos. Guillermo fundó una abadía en el lugar de la batalla, cuyo altar mayor de la iglesia marca, supuestamente, el lugar en el que cayó muerto Haroldo. Inglaterra y el ducado de Normandía estuvieron unidas políticamente durante gran parte de la Edad Media; de hecho, las disputas en torno al gobierno de este último territorio, que en 1204 fue anexionado por el reino de Francia, serían las causantes de la guerra de los Cien Años (1337-1453) entre las coronas de Francia e Inglaterra.

## Antecedentes
En el año 911 el rey carolingio Carlos III de Francia permitió grupos de vikingos asentarse en Normandía bajo el liderazgo de Rollón. Su asentamiento prosperó y pronto asimilaron la cultura local, por lo que renunciaron al paganismo, se convirtieron al cristianismo y contrajeron matrimonio con habitantes locales. Con el tiempo, las fronteras del ducado se expandieron al oeste. En 1002 el rey de Inglaterra Etelredo II el Indeciso contrajo matrimonio con Emma, hermana de Ricardo II, duque de Normandía. Su hijo Eduardo el Confesor pasó muchos años en el exilio en Normandía y accedió al trono inglés en 1042. Este hecho dio inicio a un profundo interés de los normandos por la política inglesa, ya que Eduardo recurrió con frecuencia a sus antiguos anfitriones en busca de apoyos y trajo cortesanos, soldados y clérigos normandos a los que designó para puestos de poder, especialmente en la Iglesia. Eduardo además se vio envuelto en un conflicto con el más poderoso conde de Inglaterra, su suegro Godwin de Wessex, quien recelaba de la influencia de los nobles normandos cercanos al rey y desafió su autoridad, lo que llevó al monarca a someterlo a juicio y forzar su exilio a Flandes en 1051, donde permaneció hasta el año siguiente. Asimismo, el rey, que no tuvo descendencia, quizá alentó las ambiciones del duque Guillermo de Normandía de sucederle en el trono inglés.

### Crisis sucesoria en Inglaterra

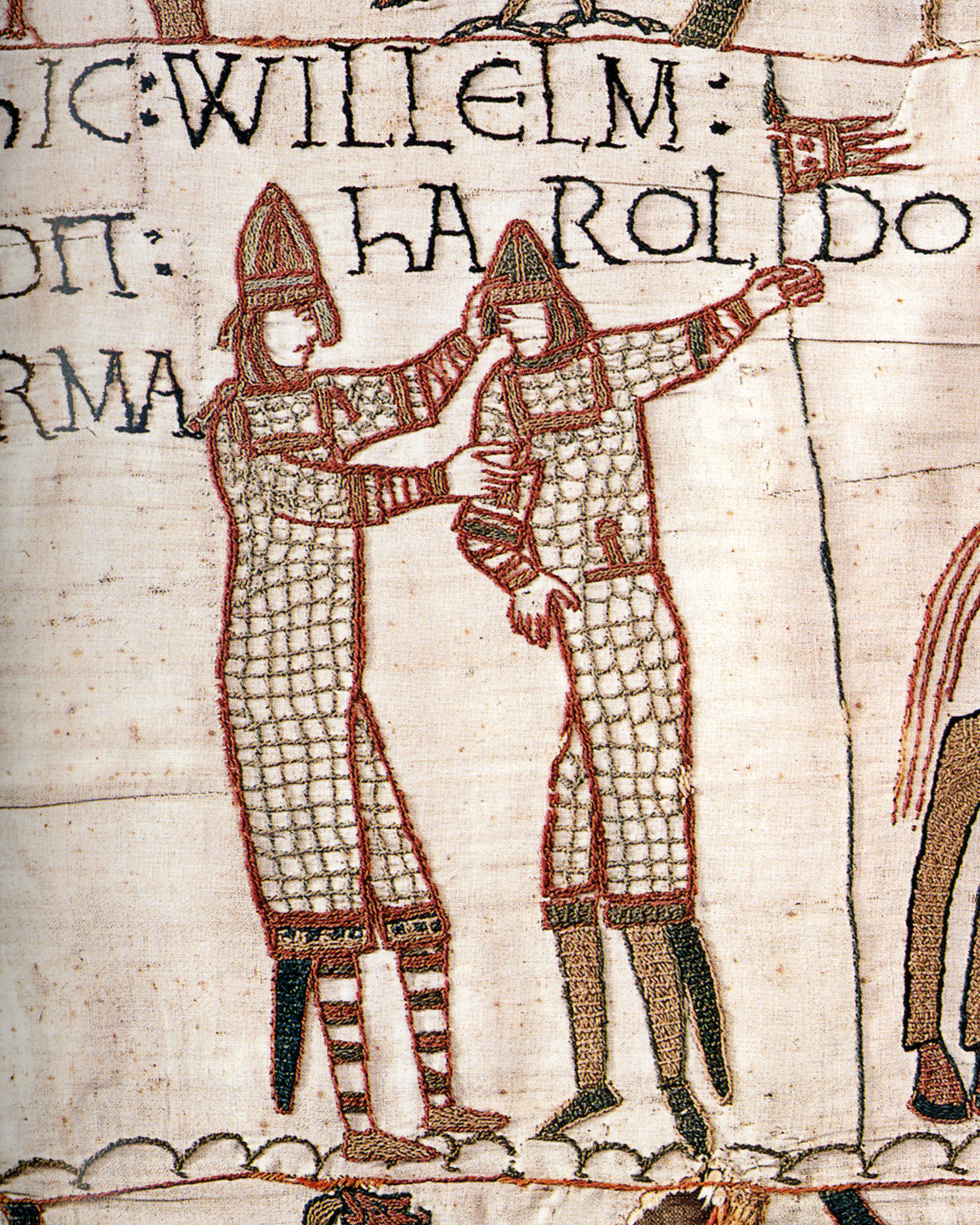
Escena del tapiz de Bayeux con un texto que aclara que Guillermo le está proporcionando armas a Haroldo durante el viaje del conde inglés al continente en 1064.

La muerte del rey Eduardo el 5 de enero de 1066 dejó al reino sin un claro heredero y con varios contendientes por el trono de Inglaterra. Su sucesor inmediato fue el conde de Wessex, Haroldo Godwinson, el más rico y poderoso de los aristócratas ingleses e hijo de Godwin, antiguo enemigo de Eduardo. Haroldo fue nombrado rey por el Witenagemot de Inglaterra —asamblea de notables del reino— y coronado por Aldred, arzobispo de York, aunque los normandos afirmaron que la ceremonia había sido oficiada por Stigand, el arzobispo de Canterbury, que no había sido elegido canónicamente. Haroldo fue enseguida desafiado por dos poderosos gobernantes vecinos. El duque Guillermo afirmó que Eduardo le había prometido el trono y que Godwinson había jurado respetar su decisión. El rey Harald Hardrada de Noruega también disputó la sucesión y reclamó el trono con base en un acuerdo entre su predecesor Magnus el Bueno y el anterior rey inglés, Canuto Hardeknut, en virtud del cual, si uno de ellos moría sin descendencia, el otro heredaría tanto Inglaterra como Noruega. Guillermo y Hardrada comenzaron de inmediato a reunir tropas y barcos para iniciar invasiones por separado.

### Invasiones de Tostig y Hardrada
A comienzos de 1066, Tostig Godwinson, el hermano exiliado de Haroldo, atacó la costa sur de Inglaterra con una flota que había formado en Flandes y en las islas Orcadas. La amenaza que suponía la flota de Haroldo le obligó a desplazarse al norte, donde asaltó Anglia Oriental y Lincolnshire; allí se vio obligado a regresar a sus barcos debido a la defensa de la zona por los hermanos Edwin y Morcar, condes de Mercia y Northumbria, respectivamente. Abandonado por la mayoría de sus seguidores, se retiró a Escocia, donde pasó todo el verano reclutando más hombres. Hardrada invadió el norte de Inglaterra a primeros de septiembre al frente de una flota de 300 barcos y unos 15 000 hombres a los que se sumaron las fuerzas de Tostig. Este ejército vikingo ocupó la ciudad de York después de derrotar a las fuerzas inglesas dirigidas por Edwin y Morcar en la batalla de Fulford, librada el 20 de septiembre de 1066.

## Ejército inglés y preparativos de Haroldo

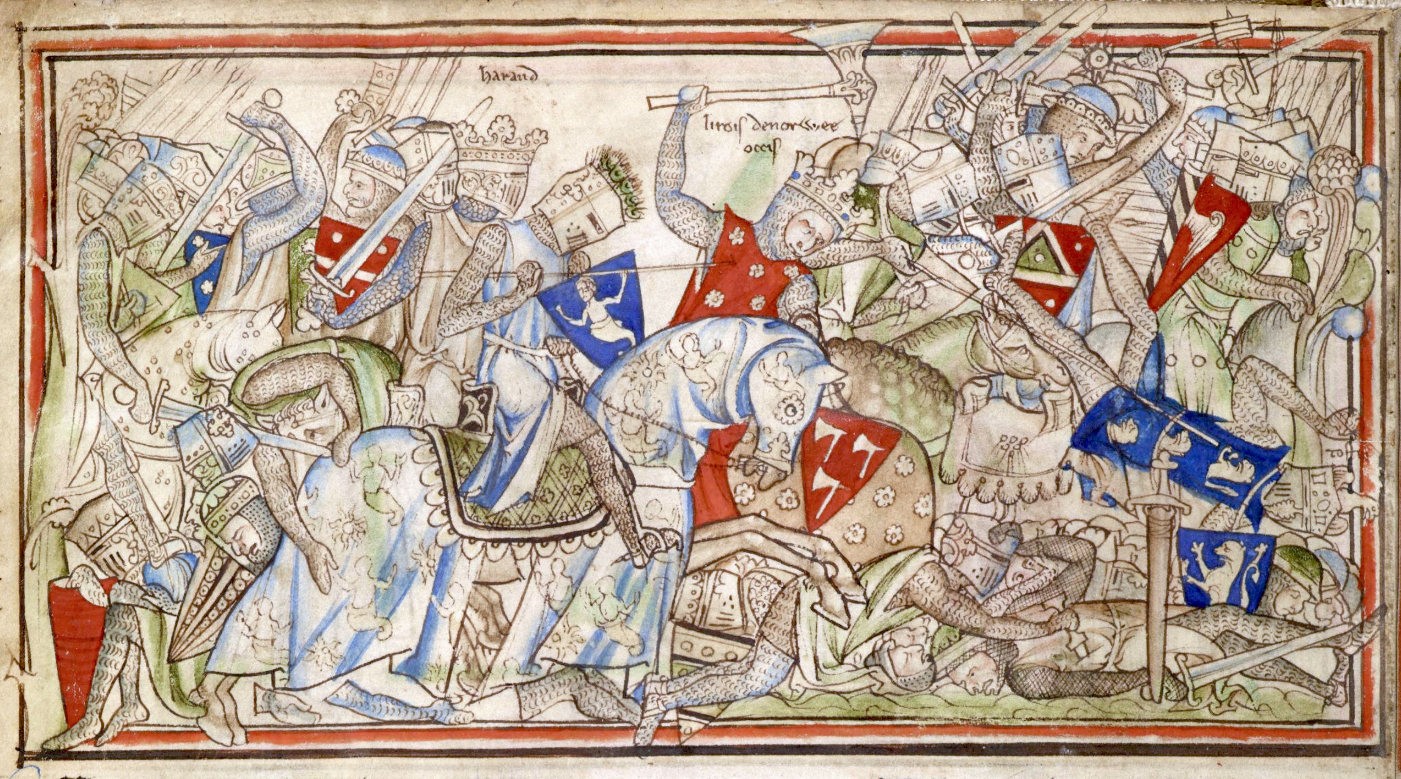
La batalla de Stamford Bridge el 25 de septiembre de 1066. Ilustración del de Mateo de París

El ejército inglés estaba organizado en divisiones regionales y formado por el fyrd, una fuerza de milicianos reclutados en levas bajo mando de líderes locales como condes, obispos o sheriffs. Los fyrd estaban compuestos por hombres que poseían sus propias tierras e iban armados con un equipo militar que era costeado por su comunidad para cumplir los requisitos de las fuerzas militares del rey. Por cada cinco hide, unidades de terreno nominalmente capaces de proveer sustento a un hogar, se suponía que debía ofrecerse un soldado. Parece que el hundred, un tipo de división administrativa inglesa, era la principal unidad de organización del fyrd. En su conjunto, el reino de Inglaterra podía proporcionar alrededor de 14 000 combatientes cuando fuera necesario. Había dos tipos de militares en el fyrd. Sus líderes naturales eran los thegn, la élite de los terratenientes locales, y los clérigos; el resto eran levas del pueblo llano. Normalmente el fyrd permanecía dos meses movilizado, excepto en emergencias. No era habitual que se requiriera todo un fyrd nacional; de hecho en los años previos solo se habían convocado en 1051, 1052 y 1065 con la finalidad de evitar una rebelión y el estallido de una guerra civil a través de negar tropas a los rebeldes. Sin embargo, el fyrd nacional no había estado involucrado en una guerra auténtica desde 1016 y sus miembros normalmente se dedicaban a la reparación de fortalezas y otras infraestructuras, así como a servir de guarnición en ciudades.
El rey también contaba con una guardia personal profesional, los huscarles, que formaban la espina dorsal de las fuerzas reales y también componían las fuerzas de algunos condes. Los thegn también podían combatir como parte de los huscarles o alistados en las fuerzas de algún conde o aristócrata. Tanto los fyrd como los huscarles combatían a pie. El ejército inglés que luchó en Hastings parece que tuvo un número muy escaso de arqueros.
Haroldo permaneció durante la primera mitad de 1066 en la costa sur de Inglaterra con un gran ejército, el fyrd, y una poderosa flota esperando la invasión de Guillermo. El 8 de septiembre se vio obligado a desmovilizar las milicias porque ya llevaban cuatro meses de servicio y habían consumido todos sus suministros, mientras que la flota real navegó de regreso a Londres. Cuando tuvo noticia de la invasión noruega corrió hacia el norte, reclutó soldados por el camino y tomó por sorpresa al ejército vikingo de Hardrada y de su hermano Tostig, a los que derrotó y dio muerte en la batalla de Stamford Bridge el 25 de septiembre. Los noruegos sufrieron pérdidas tan grandes que únicamente necesitaron 24 de sus 300 barcos para trasladar a los supervivientes. Sin embargo, fue una victoria pírrica de los ingleses, pues el ejército de Haroldo quedó diezmado y debilitado.

## Preparativos y desembarco de Guillermo

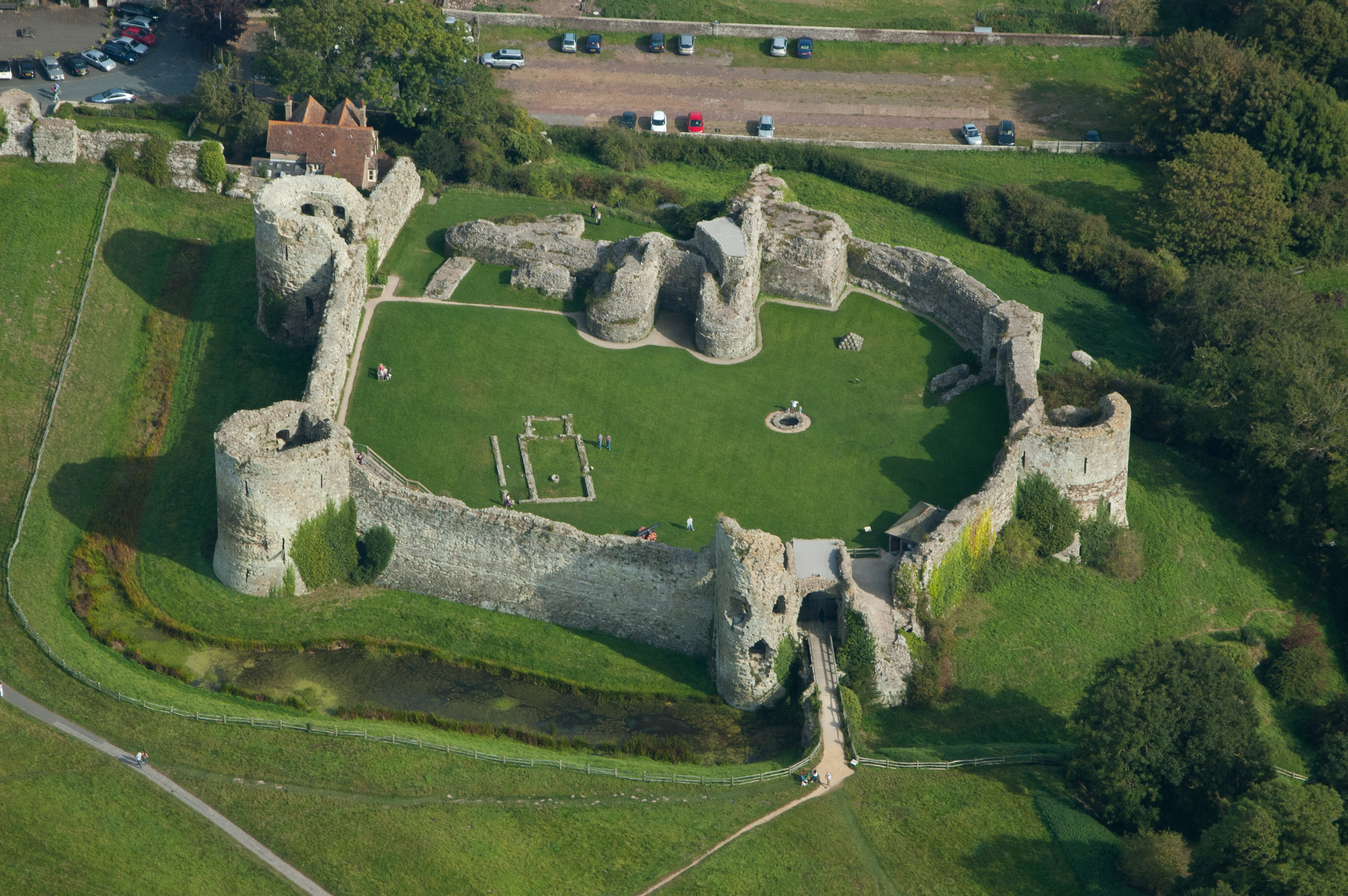
El castillo de Pevensey sirvió de refugio a los normandos nada más desembarcar y fue remodelado poco después de la batalla de Hastings

Guillermo reunió una gran flota de invasión y un ejército reclutado en Normandía y en el resto de Francia, con grandes contingentes de bretones y flamencos. Empleó nueve meses en sus preparativos porque tuvo que construir una flota de la nada. Según algunos cronistas normandos, también se aseguró apoyo diplomático, aunque la veracidad de estas informaciones ha sido motivo de debate historiográfico. La afirmación más famosa es que el papa Alejandro II envió un pendón como muestra de su apoyo, dato que solo se encuentra en la crónica de Guillermo de Poitiers. En abril de 1066 el cometa Halley apareció en el cielo en una de sus visitas periódicas, lo cual fue noticia en toda Europa y algunos relacionaron con la crisis sucesoria en Inglaterra.
Guillermo reunió a su flota en Dives-sur-Mer el 12 de agosto y justo un mes después, el 12 de septiembre, la trasladó a la localidad de Saint-Valery-sur-Somme, ya preparada para cruzar el canal de la Mancha. Sin embargo, la travesía se demoró, ya fuera por el tiempo desfavorable o porque querían evitar la interceptación por la poderosa flota inglesa. Finalmente, los normandos navegaron a Inglaterra unos días después de la victoria de Haroldo sobre los vikingos de Hardrada, aprovecharon la desmovilización de la flota inglesa y desembarcaron en Pevensey el 28 de septiembre. Algunos barcos fueron arrastrados por el mar y tocaron tierra más al este, en Romney, donde los normandos combatieron contra el fyrd o milicia local. Nada más pisar suelo inglés, los soldados de Guillermo levantaron un fuerte de madera en Hastings, desde el cual saquearon los alrededores. En Pevensey construyeron más fortificaciones.

### Fuerzas normandas en Hastings
| Fuente                    | Anglosajones  | Normandos   |
| ------------------------- | ------------- | ----------- |
| Wilhelm Spatz (1896)      | 6000-7000     | 6000-7000   |
| F. H. Baring (1898)       | 10 000-13 000 | 8000-10 000 |
| Alfred H. Burne (1950)    | s/i           | 10 000      |
| Thomas Keefe (1983)       | 6000-8000     | s/i         |
| Bernard Bachrach (1986)   | s/i           | 10 000      |
| Stephen Morillo (1996)    | 6000-8000     | 6000-8000   |
| Christer Jorgensen (2007) | 6300          | 6000        |

Se desconoce el número exacto y la composición del ejército del duque Guillermo. En un documento contemporáneo se puede leer que contaba con 776 barcos, pero parece una cifra inflada. Los datos de cronistas medievales sobre el tamaño de sus fuerzas están muy exagerados y varían desde 14 000 a 150 000. Los historiadores modernos tampoco coinciden, pero estiman el tamaño del ejército invasor entre 7000 y 12 000 hombres: unos dos mil jinetes, cuatro mil soldados de infantería pesada y mil quinientos arqueros y ballesteros. En listas posteriores de supuestos compañeros de Guillermo en la batalla figuran muchos nombres que sin duda fueron añadidos después; tan solo se tiene constancia de la presencia de treinta y dos personajes conocidos por los historiadores que de verdad estuvieron con el duque en el decisivo combate.

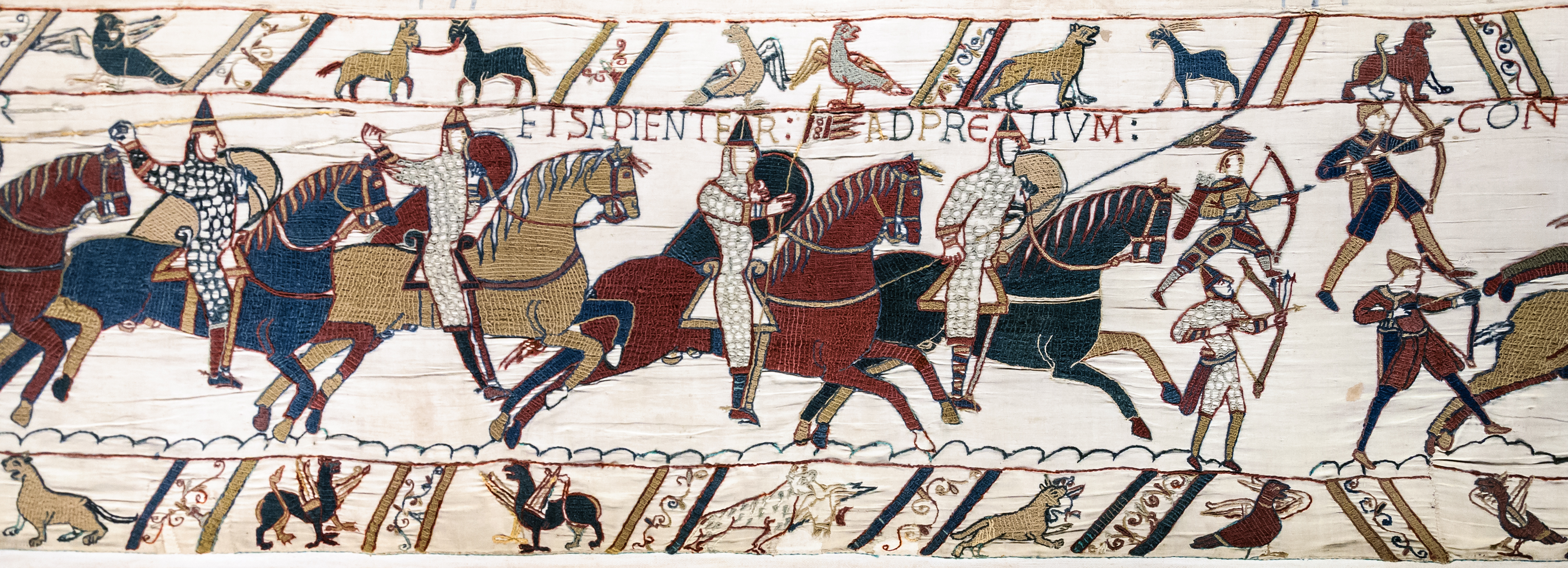
Caballeros normandos y arqueros en la batalla de Hastings. Fragmento del tapiz de Bayeux

La armadura principal de los invasores era la cota de malla, que generalmente llegaba hasta las rodillas, tenía aberturas para los brazos y en algunos casos también contaba con mangas hasta los codos. Algunas de estas mallas podían tener escamas de metal, hueso o cuero. Los cascos eran de metal y tenían forma cónica con una banda que protegía la nariz. Tanto la caballería como la infantería portaba escudos. Los soldados de a pie se protegían con un escudo redondo de madera con refuerzos de metal, mientras que la caballería usaba otro tipo de escudo con forma de cometa y normalmente llevaban una lanza. Todos luchaban con largas espadas rectas de doble filo. Además, la infantería podía emplear jabalinas y lanzas largas, mientras que la caballería también atacaba con mazas en lugar de espadas. Los arqueros, que en su mayoría no vestían armaduras, usaban tanto el arco sencillo como la ballesta.

## Haroldo se desplaza al sur

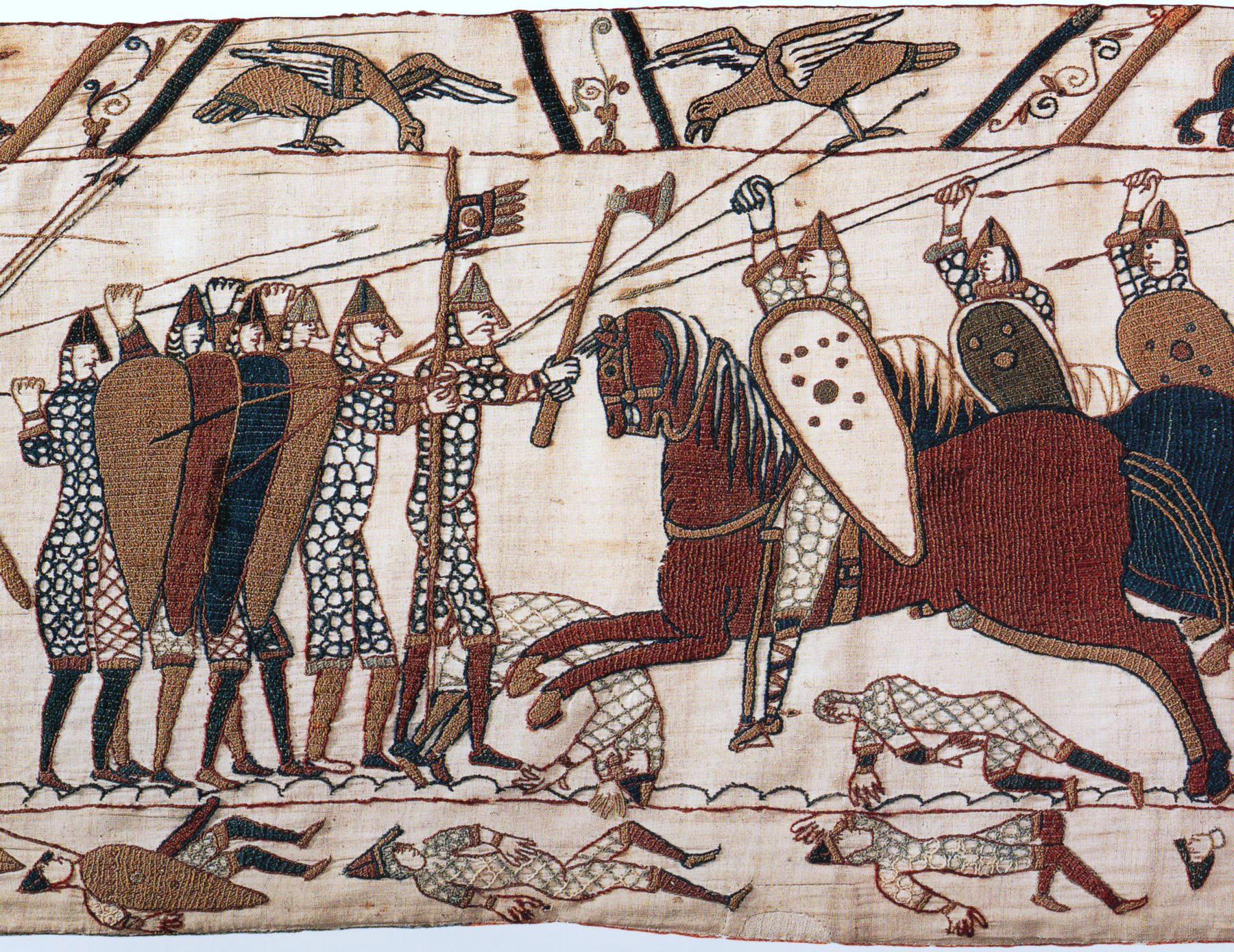
Escena del tapiz de Bayeux que representa a la caballería normanda cargando contra el muro de escudos anglosajón

Después de derrotar a su hermano Tostig y a Harald Hardrada en el norte, el rey Haroldo dejó a gran parte de sus soldados allí, incluidos Edwin y Morcar, y marchó con el resto de sus tropas hacia el sur para hacer frente a la temida invasión normanda. No está claro en qué momento supo del desembarco de Guillermo, pero es probable que fuera mientras viajaba al sur. Se detuvo en Londres, donde permaneció alrededor de una semana antes de dirigirse hacia Hastings, por lo que es probable que su marcha al sur le llevara una semana entera, recorriendo unos 43 km diarios hasta completar el total de 320 km de distancia. Acampó en la colina Caldbec en la noche del 13 de octubre, cerca de un viejo árbol manzano, a unos 13 km del castillo de Guillermo en Hastings. Según algunos cronistas franceses contemporáneos, Haroldo envió a Guillermo uno o varios emisarios, lo cual es probable, pero es evidente que sus gestiones fueron en vano.
Aunque Haroldo pretendió sorprender a los normandos, los exploradores de Guillermo le informaron puntualmente de la llegada de las fuerzas inglesas. No están claros los eventos que precedieron a la batalla, pues los relatos de las fuentes son contradictorios, pero todas coinciden en afirmar que el duque lideró a su ejército desde Hastings y avanzó hacia el enemigo. Haroldo había tomado una posición defensiva en lo alto de la colina Senlac —actual Battle, Sussex Oriental—, a unos 9,7 km del castillo de Guillermo.

### Fuerzas inglesas en Hastings
Se ignora el número exacto de soldados del ejército de Haroldo. De acuerdo con el historiador Michael Lawson, los registros contemporáneos no aportan cifras fiables por su desmesura, pues algunos cronistas normandos afirmaron que Haroldo acaudillaba desde 400 000 a 1 200 000 hombres. Las fuentes inglesas, por otro lado, ofrecen generalmente cifras muy bajas sobre las fuerzas de Haroldo, lo que según Lawson buscaría dar la impresión de que su derrota no fue tan devastadora. Los historiadores modernos piensan que hubo entre 5000 y 13 000 soldados anglosajones en Hastings, mientras que las estimaciones más recientes sitúan el número de las tropas inglesas alrededor de 7000 u 8000 combatientes, entre los milicianos del fyrd y los huscarles. Se saben pocos nombres de ingleses que combatieran en esta batalla, unos diecinueve que casi con toda seguridad estuvieron al lado de Haroldo ese 14 de octubre, entre ellos sus hermanos Gyrth y Leofwine y otros familiares.
El ejército anglosajón estaba compuesto enteramente por infantería. Es posible que algunos aristócratas se desplazaran a caballo hasta el lugar de la batalla, pero cuando comenzó el combate desmontaron para luchar a pie. El núcleo del ejército eran los huscarle, soldados profesionales que portaban casco cónico, cota de malla y un escudo, que podía ser redondo o con forma de cometa. Muchos de ellos empleaban el hacha danesa a dos manos, así como hachas arrojadizas más pequeñas, de las que se usaban para cortar madera. El resto del ejército estaba compuesto de levas del fyrd, una infantería no profesional y con armadura ligera. La mayor parte de la infantería formó un muro de escudos, en el cual las primeras líneas de batalla juntaban y bloqueaban sus escudos. Detrás de ellos se colocaban los que iban armados con hachas, arqueros y otros soldados con jabalinas.

## La batalla

### Tiempo y localización

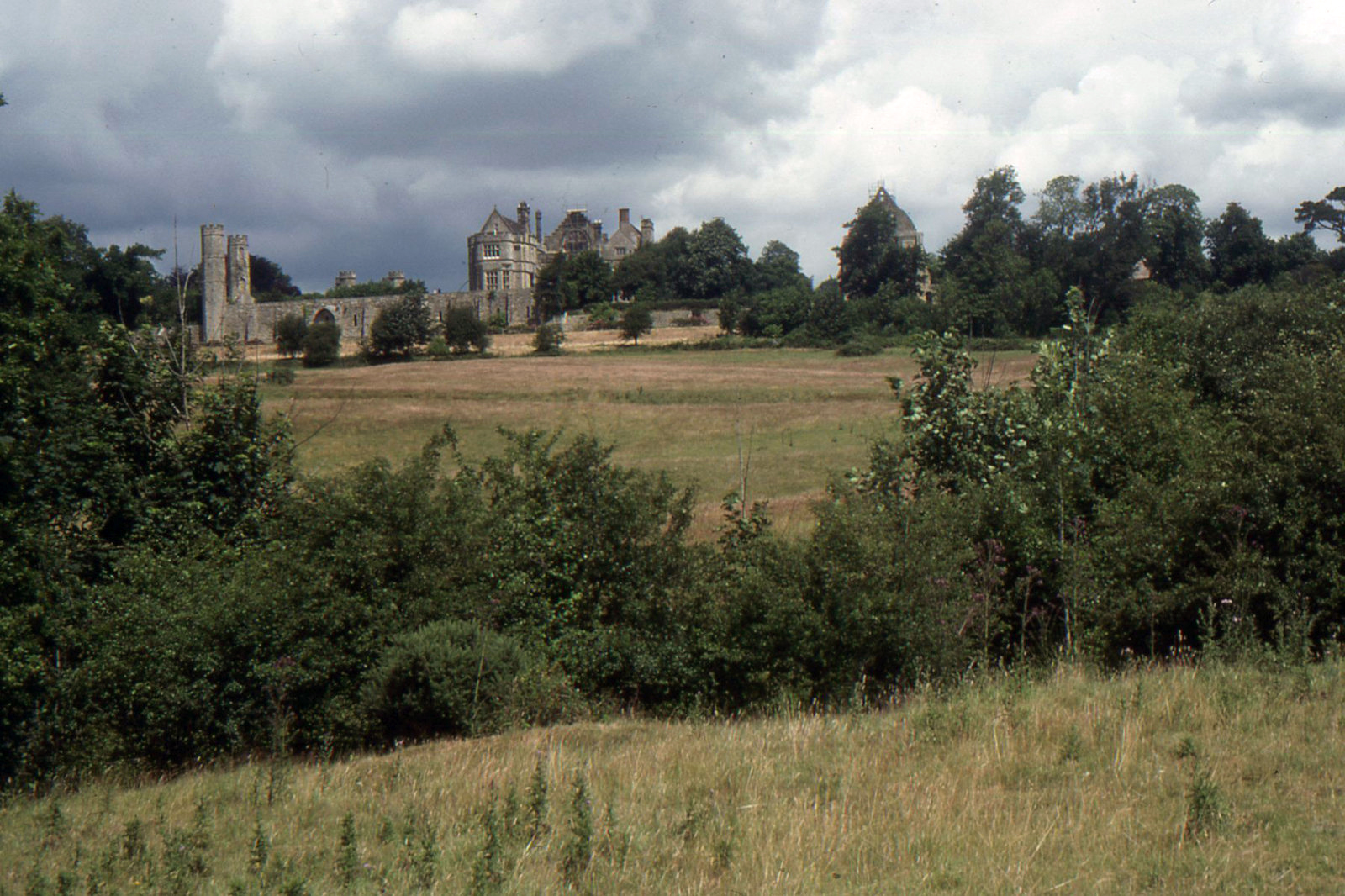
El campo de batalla 927 años después del choque, en 1993. Los ingleses tomaron posiciones en lo alto de la colina del fondo, donde años después se construyó una abadía, y los normandos lo hicieron en el lugar que ocupa el fotógrafo

El sábado 14 de octubre de 1066 amaneció a las 6:48 y las crónicas reflejan que fue un día inusualmente luminoso, aunque se desconocen las condiciones meteorológicas. La puesta de sol ese día fue a las 16:54, el campo de batalla debía estar casi oscuro hacia las 17:54 y en total oscuridad a las 18:24. La salida de la luna esa noche no tuvo lugar hasta las 11:12, por lo que una vez que el sol desapareció por el horizonte apenas hubo luz natural en el campo de batalla.
La batalla se desarrolló once kilómetros al norte de Hastings, en la actual localidad de Battle, entre dos colinas, Caldbec al norte y Telham al sur. Era una zona de bosque espeso, con una marisma cercana. La ruta que el ejército inglés siguió hasta el campo de batalla no se sabe con precisión, pues hay varias posibles: una vieja calzada romana que comunicaba Rochester con Hastings, que se ha pensado que fue la más probable debido al hallazgo en 1876 de varias monedas en las cercanías; otra calzada romana entre Londres y Lewes o diversos caminos rurales que también llevan hasta el lugar. El cronista anglonormando Guillermo de Jumièges dejó escrito que el duque Guillermo mantuvo a su ejército armado y preparado ante un posible ataque sorpresa durante toda la noche anterior, pero otros relatos señalan que los normandos avanzaron desde Hastings hasta el campo de batalla ese mismo día. La mayoría de los historiadores se inclinan por esta segunda posibilidad, pero Michael Kenneth Lawson argumenta que el relato de Jumièges es correcto.
El nombre que se le dio a la batalla es inusual, porque hay varias localidades mucho más cercanas al lugar que Hastings. En este sentido, en la Crónica anglosajona se la menciona como la batalla «en el viejo manzano». Cuatro décadas después, el cronista anglonormando Orderico Vital nombró el acontecimiento como «Senlac», una adaptación en idioma normando de la palabra en anglosajón «Sandlacu», que significa «agua arenosa». Este podría ser el nombre del arroyo que cruza el campo de batalla. Ya en el Libro Domesday en el año 1086 se menciona la batalla como bellum Hasestingas, la «batalla de Hastings».

### Disposiciones de las fuerzas y tácticas

Despliegues de los ejércitos en la batalla de Hastings

Las huestes de Haroldo se desplegaron en la cima de una colina empinada, con sus flancos protegidos por bosques y un terreno pantanoso frente a ellos. Es posible que su línea se extendiera hasta un arroyo cercano. Formaron un muro juntando los escudos en primera línea para protegerse del ataque. Las fuentes difieren sobre el lugar exacto en el que lucharon: algunas sostienen que lo hicieron en la ubicación de la abadía de Battle, construida años después, pero otras sugieren que fue en la colina Caldbec. Desde esta colina, el camino de Londres a Hastings atravesaba un pequeño valle hasta llegar a una amplia elevación de tierra que se abría a ambos lados. Todo el lugar tenía forma como de martillo, cuya cabeza era una colina de unos 730 metros de longitud, a lo largo de la cual Haroldo desplegó a sus tropas bloqueando totalmente el camino a Londres. El rey plantó su estandarte en el punto más alto y en el frente de su formación dispuso una línea bastante nivelada de infantería que abarcaba de un extremo a otro de la colina.
Sobre el despliegue normando existen más datos. Al parecer, el duque Guillermo organizó a sus fuerzas en tres grupos, que en líneas generales correspondían a sus orígenes. El ala izquierda estaba compuesta mayormente de bretones, además de soldados procedentes de Anjou, Poitou y Maine. Todos estaban al mando de Alan Rufus, familiar del conde de Bretaña. En el centro se colocaron los normandos, que eran los más numerosos y estaban bajo mando directo del duque y de algunos de sus parientes. Finalmente, el ala derecha consistía en franceses y combatientes de Picardía, Boulogne y Flandes, que eran los menos numerosos y estuvieron al mando de Guillermo FitzOsbern y el conde Eustaquio II de Boulogne. Las primeras líneas estaban formadas por arqueros y tras ellos infantería con lanzas. Probablemente también hubiera ballesteros y honderos junto a los arqueros. La caballería se mantuvo en la reserva, mientras que un pequeño grupo de clérigos y sirvientes ubicados al pie de la colina Telham permanecieron al margen de los combates.
Esta disposición de fuerzas por parte de Guillermo indica que planeaba comenzar la batalla con los arqueros, que debían diezmar al enemigo con una lluvia de flechas, para que después la infantería se enfrascara en el cuerpo a cuerpo. La infantería también tenía que crear huecos en sus líneas por los que atravesaría la caballería para romper las líneas inglesas y perseguir a las tropas que huyeran.

### Comienzo de la batalla
Debido a que muchas de las fuentes primarias se contradicen a veces, es imposible ofrecer una descripción de la batalla que esté fuera de toda discusión. Los únicos hechos indiscutibles son que las hostilidades se desataron hacia las 9 horas del sábado 14 de octubre de 1066 y que la batalla duró hasta el anochecer. La batalla empezó con los disparos de los arqueros y de algunos ballesteros normandos colina arriba hacia el muro de escudos inglés, pero debido al ángulo de la trayectoria y a la pendiente de la colina muchas flechas impactaron en los escudos de la primera línea. Los proyectiles que se disparaban más alto simplemente sobrevolaban la formación inglesa y caían detrás de forma inofensiva. La falta de arqueros entre las fuerzas inglesas paradójicamente fue un inconveniente para los arqueros normandos, que no tenían la posibilidad de reutilizar las flechas del enemigo y solo contaban con un carcaj de veinticuatro flechas. Tras las descargas de sus arqueros, Guillermo mandó a sus lanceros a primera línea para proseguir el ataque, pero estos, que tuvieron que acercarse a la formación anglosajona, se encontraron con una lluvia de proyectiles: lanzas, hachas y piedras. Ante la incapacidad de la infantería para abrir brecha en las fuerzas de Haroldo, la caballería normanda avanzó para prestarle apoyo, pero también sin éxito. Comenzó así una huida general de las fuerzas de Guillermo, que al parecer se inició en el ala izquierda, formada por bretones. En este momento surgió el rumor de la muerte del duque normando, lo cual acentuó la confusión. Los ingleses aprovecharon la situación y salieron en persecución de los invasores, pero Guillermo cabalgó entre sus hombres mostrando su rostro y gritando que seguía con vida. A continuación, el duque lideró un contrataque contra los ingleses que habían roto su formación, algunos de los cuales tuvieron tiempo de reagruparse en la colina antes de ser superados.

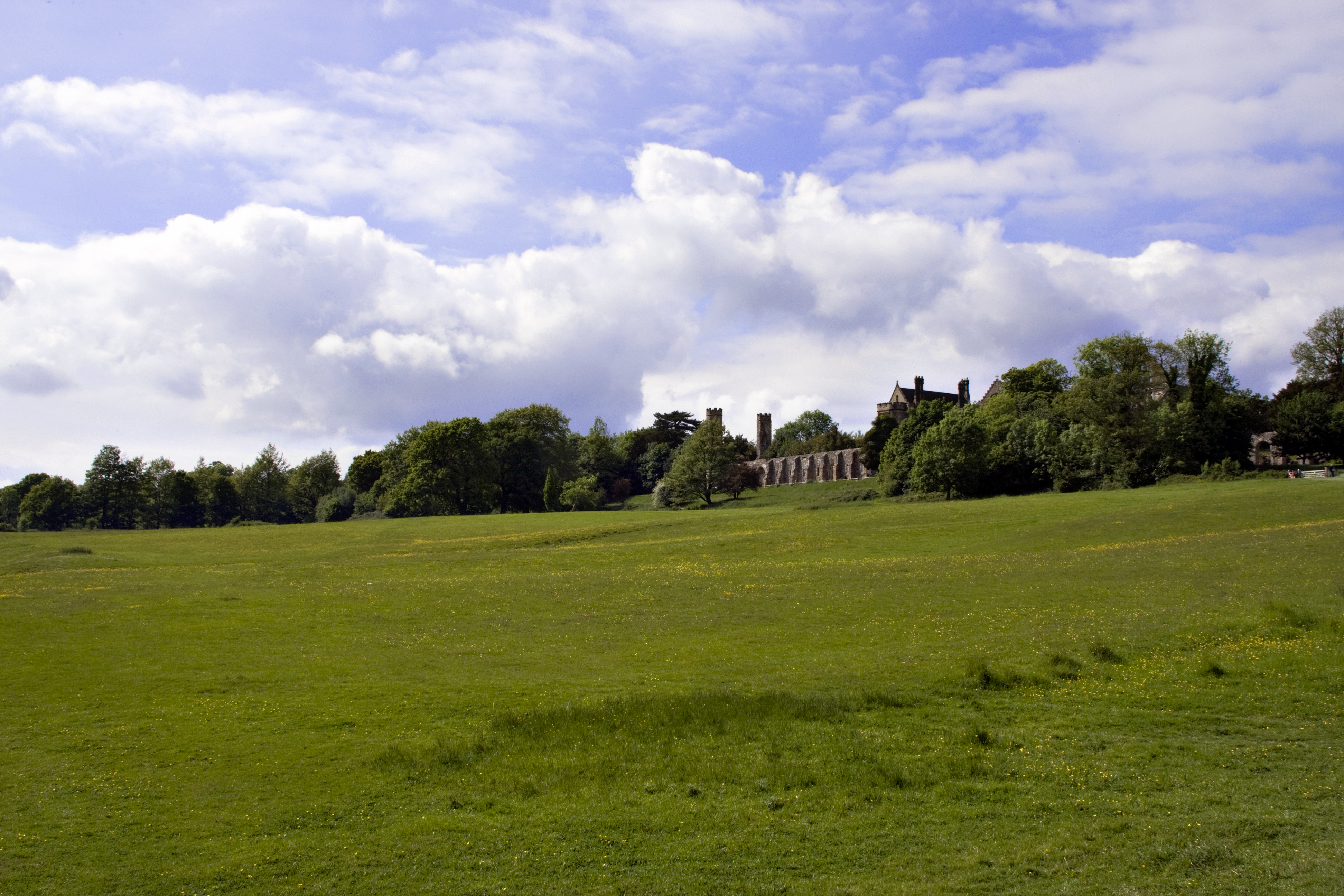
Vista del campo de batalla hacia la colina Senlac

No se sabe si esta persecución que emprendieron los ingleses fue ordenada por Haroldo o se produjo de manera espontánea. El poeta normando Wace relata que el rey ordenó a sus hombres mantener la formación, pero nadie más recoge este detalle. El tapiz de Bayeux representa las muertes de Gyrth y Leofwine, los hermanos de Haroldo, justo antes del combate en lo alto de la colina, lo que podría significar que fueron ellos quienes lideraron esa persecución. El poema en latín Carmen de Hastingae Proelio —Canción de la batalla de Hastings— cuenta una historia diferente sobre la muerte de Gyrth, según la cual fue el duque Guillermo quien le dio muerte en combate, quizá confundiéndolo con Haroldo. El cronista Guillermo de Poitiers afirma que los cadáveres de Gyrth y Leofwine fueron hallados junto al de Haroldo, lo que implica que murieron hacia el final de la batalla. Por otro lado, también es posible que ambos cayeran al principio y luego sus cuerpos fueran llevados ante Haroldo, lo cual explicaría su ubicación tras la batalla. El historiador militar Peter Marren especula que si los dos hermanos murieron al inicio de los combates, ello podría haber influido en que Haroldo combatiera hasta el final.

### Huidas fingidas

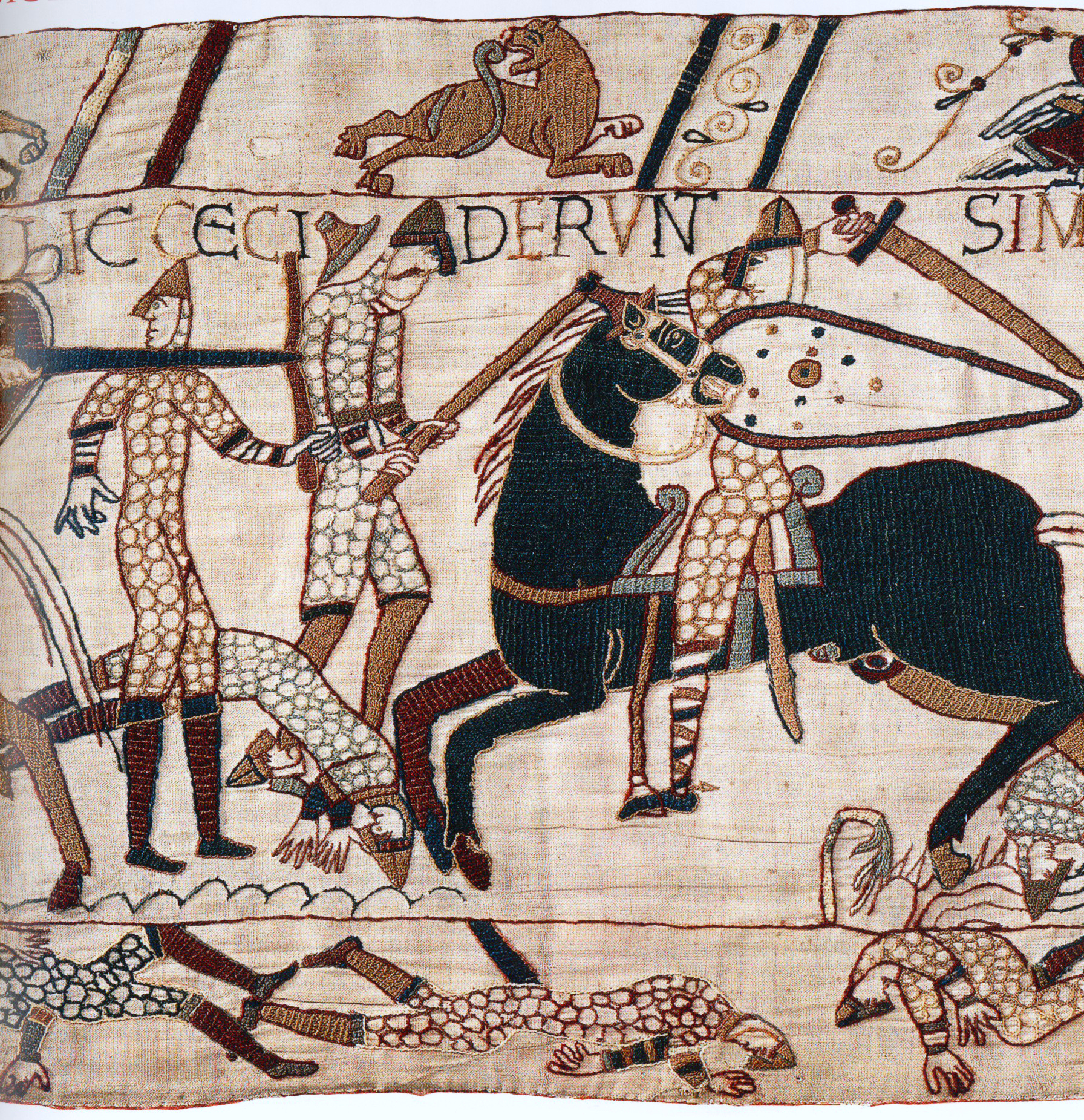
Escena del tapiz de Bayeux: la caballería normanda lucha contra la infantería anglosajona

A primera hora de la tarde probablemente se produjo una pausa, necesaria para descansar, comer y recomponer filas. Es posible que Guillermo también la necesitara para implementar una nueva estrategia, quizá inspirada por la fallida persecución emprendida por los ingleses que tan favorable había sido finalmente para los normandos. Si la caballería normanda podía acercarse al muro de escudos para después huir despavoridos y atraer a los ingleses en su persecución, se podrían abrir brechas en su nutrida formación. Guillermo de Poitiers dice que esta táctica se usó dos veces. Aunque se ha llegado a decir que el relato de esta argucia por parte de los cronistas normandos era una forma de excusar la huida de las tropas ducales durante la mañana, es improbable porque nunca ocultaron esa primera retirada. Además, era una treta habitual en los ejércitos normandos de la época. Algunos historiadores han argumentado que la historia del uso de las huidas fingidas fue una estrategia deliberada inventada después de la batalla, pero la mayoría están convencidos de que fueron empleadas por los normandos en Hastings.
Aunque las huidas fingidas no rompieron las líneas, probablemente diezmaron el número de huscarles en el muro de escudos inglés. Los huscarles caídos durante la persecución de las tropas normandas eran sustituidos por los milicianos del fyrd y el muro de escudos se mantenía. Al parecer, los arqueros normandos volvieron a intervenir antes y durante el asalto de la caballería y de la infantería lideradas por el duque. A pesar de que las fuentes del siglo XII, posteriores a la batalla, afirman que a los arqueros se les ordenó disparar con un ángulo muy alto para que las flechas cayeran tras el muro de escudos, ningún relato coetáneo refleja este hecho. No se sabe cuántos asaltos lanzaron los normandos contra las líneas inglesas, pero varias fuentes reflejan varias acciones tanto de los normandos como de los ingleses durante los combates de la tarde. El cantar Carmen relata que al duque Guillermo le mataron dos caballos que montó durante la lucha, mientras que el cronista Guillermo de Poitiers dice que fueron tres.

### Muerte de Haroldo

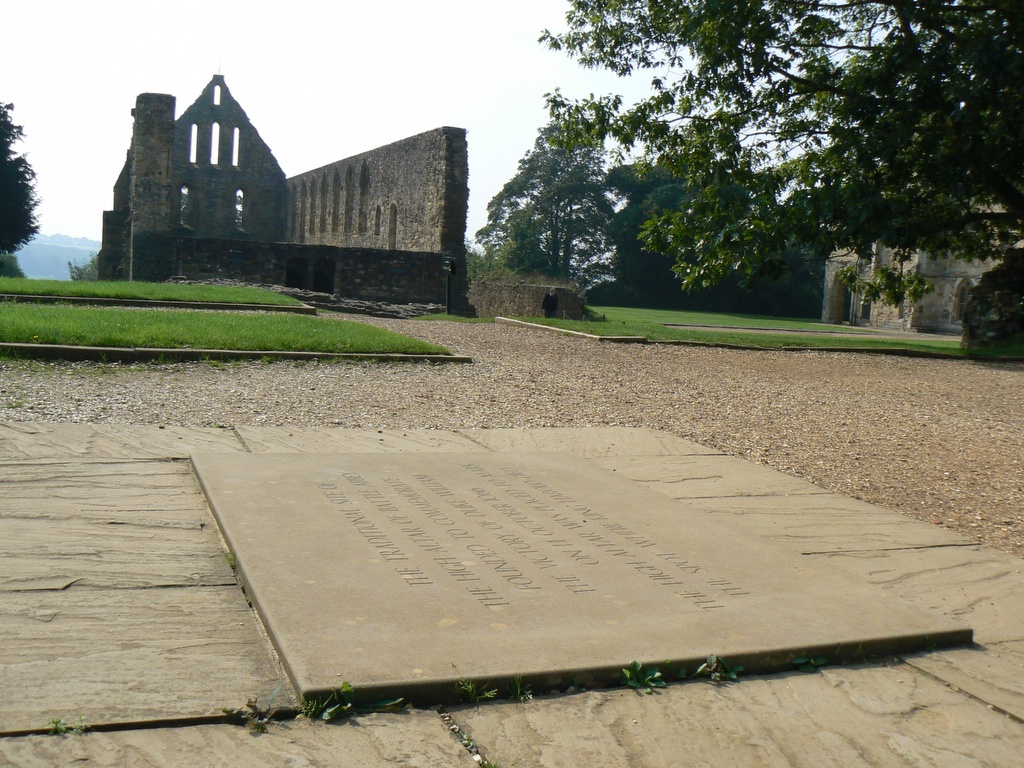
Piedra que marca el lugar en que estuvo el altar de la iglesia de la abadía de Battle, donde murió Haroldo

Al parecer, el rey Haroldo murió en combate hacia el final de la batalla, aunque los relatos de las fuentes son contradictorios. Guillermo de Poitiers únicamente menciona su muerte, sin ofrecer datos sobre cómo ocurrió. El tapiz de Bayeux muestra a una figura sujetando una flecha clavada cerca de su ojo y al lado otro personaje golpeado por una espada. Sobre ambos personajes la frase en latín «Aquí murió el rey Haroldo», pero no queda claro cuál de los dos es Haroldo, o si ambos lo representan.
La primera mención sobre la muerte del rey en Hastings por una flecha clavada en el ojo data de la década de 1080 en una historia de los normandos escrita por el monje italiano Amatus de Montecassino. Otro cronista, Guillermo de Malmesbury, afirmó que Haroldo murió por una flecha que le llegó al cerebro y que, al mismo tiempo, un guerrero lo hirió. El poeta Wace repite el relato de la flecha en el ojo, mientras que el cantar Carmen cuenta que fue el duque Guillermo en persona quien le dio muerte, pero esto es altamente improbable porque, según el historiador Christopher Gravett, una hazaña así habría sido loada por todos los cronistas y trovadores de Francia. De acuerdo con Peter Marren, la versión que ofrece Guillermo de Jumièges es todavía menos creíble, pues afirma que el rey cayó durante los primeros combates por la mañana. La Crónica de la Abadía de Battle sostiene que Haroldo murió por un golpe fortuito de algún combatiente desconocido. Un biógrafo moderno del rey, Ian Walker, defiende que probablemente murió por una flecha en el ojo, aunque también dice que es posible que Haroldo fuera derribado por un caballero normando cuando ya estaba mortalmente herido en la cabeza. El historiador Peter Rex concluye que con base en las fuentes disponibles no es posible declarar cómo murió.

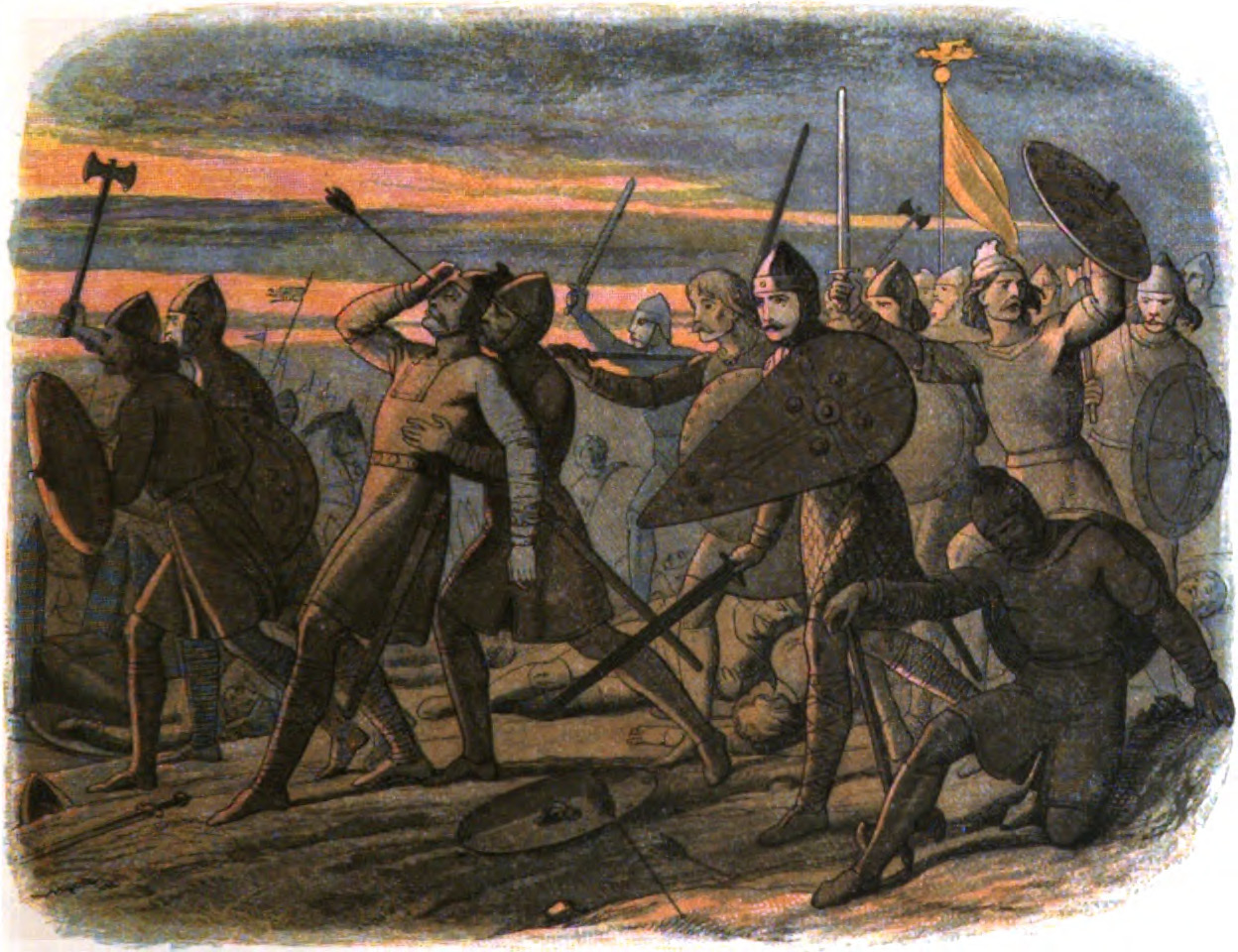
La muerte de Haroldo. James William Edmund Doyle (1864).

Su muerte dejó a las tropas inglesas sin liderazgo y entonces comenzaron a derrumbarse. Muchos soldados huyeron, pero la guardia real de huscarles rodeó el cuerpo de su señor caído y luchó hasta el final. Los normandos persiguieron a los que huían y, excepto por una acción en la retaguardia en un lugar conocido como Malfosse, la batalla había acabado. No está claro qué sucedió en esa Malfosse, o «Fosa del Mal», y dónde estaba exactamente. Ocurrió en un punto fortificado o conjunto de trincheras donde algunos ingleses rodearon e hirieron de gravedad a Eustaquio de Boulogne antes de caer derrotados por los normandos.

### Razones del desenlace
En la historiografía sobre esta batalla se han propuesto diversas explicaciones a la derrota de Haroldo. El historiador Michael Lawson opina que se debió a la dificultad de defenderse ante dos invasiones casi simultáneas. El hecho de que se viera obligado a desmovilizar sus tropas en el sur de Inglaterra el 8 de septiembre también contribuyó a su derrota, así como la premura al marchar hacia el sur en lugar de reunir más hombres antes de enfrentarse a Guillermo en Hastings. Sin embargo, no ve claro que el ejército anglosajón fuera suficiente para vencer al duque normando. Lawson también cree que es evidente que el rey no confiaba en los condes Edwin y Morcar una vez que su enemigo Tostig había sido vencido, pues no quiso que estos lo acompañaran en su veloz avance hacia el sur. Frente a esas posturas, que retratan a una infantería sajona agotada, el historiador Richard Huscroft argumenta que la gran duración de la batalla, un día entero, demuestra que los soldados ingleses no estaban cansados por su larga marcha. El historiador Ian Walker sugiere que una razón para la prisa de Haroldo en enfrentarse a Guillermo era el deseo de impedir que ampliara su cabeza de playa y saqueara la campiña inglesa con su caballería y tácticas móviles para conseguir el sustento de sus tropas.
Lawson concluye que la mayor parte de la culpa de la derrota anglosajona la tienen probablemente los eventos de la propia batalla y que Guillermo era un líder militar más experimentado. En cambio, considera que los ingleses no lograron mantenerse estrictamente a la defensiva y expusieron sus flancos al enemigo cuando persiguieron a los normandos en retirada, aunque cree que no es claro si esto se debió a la inexperiencia de los comandantes sajones o a la indisciplina de la soldadesca. Por su parte, Richard Huscroft señala que la carencia de caballería lastró las posibilidades tácticas de Haroldo y que, al final, la muerte del rey resultó decisiva ya que marcó el derrumbe de sus tropas. Ian Walker ha criticado al monarca anglosajón por no explotar la posibilidad que le ofreció el rumor de la muerte de Guillermo en los primeros compases de la batalla. Por último, el historiador David Nicolle dijo que en la batalla de Hastings el ejército de Guillermo «demostró, no sin dificultad, la superioridad de las tácticas franco-normandas mezclando infantería y caballería sobre la tradición de infantería germana y escandinava empleada por los anglosajones».

## Consecuencias

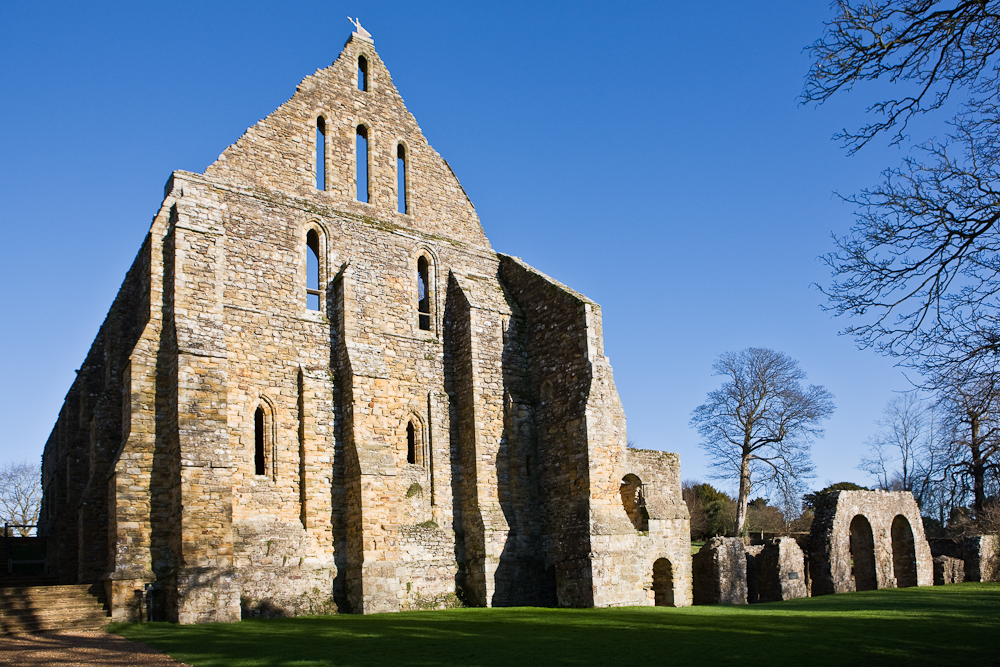
Ruinas del dormitorio de los monjes en la abadía de Battle

El cadáver del rey Haroldo fue localizado al día siguiente de la batalla, probablemente por su armadura o por las marcas de su cuerpo. Su estandarte personal fue presentado a Guillermo y después enviado al papa de Roma. Los cadáveres de los ingleses, entre ellos los hermanos de Haroldo y sus huscarle, se abandonaron en el campo de batalla, aunque algunos fueron recuperados después por los familiares. Los cuerpos de los muertos en el bando normando se inhumaron en una gran fosa común, todavía no localizada. Se desconocen las cifras exactas de caídos. Si se tienen en cuenta los nobles ingleses identificados por los historiadores que se sabe que murieron en Hastings, el porcentaje de bajas fue de alrededor del 50 %, aunque quizá sea una cantidad muy elevada. Por otro lado, si se cuenta a los miembros de la nobleza normanda que se sabe que perecieron ese día, el ratio de muertos entre los suyos fue de uno de cada siete. Entre la tropa debió haber más muertos. Aunque según Peter Marren las cifras de Orderico Vital están exageradas —15 000 interfectos entre 60 000 normandos implicados—, su ratio de un 25 % de bajas puede ser certero. Así, Marren especula que quizá cayeron 2000 normandos y unos 4000 ingleses en Hastings. Se conocen relatos sobre el hallazgo de cuerpos en el campo de batalla años después. Aunque los expertos han creído siempre que no puede haber restos recuperables debido a la acidez del suelo, el descubrimiento de un esqueleto en un cementerio en 1994 ha cambiado esa opinión. En principio se pensó que los restos pertenecían a un caído en la cercana batalla de Lewes, librada en 1264, pero después que es de uno de los muertos en Hastings.
Una historia cuenta que Gytha, madre de Haroldo, ofreció al victorioso Guillermo el pago del peso del cuerpo de su hijo en oro si se lo entregaba, a lo que el duque se negó. Guillermo ordenó en su lugar que el cadáver de Haroldo fuera arrojado al mar, aunque se desconoce dónde pudo llevarse a cabo. Otra historia cuenta que Haroldo fue enterrado en lo alto de un acantilado. La abadía de Waltham, que había sido fundada por Haroldo, afirmó años después que su cuerpo se había enterrado allí secretamente. Otras leyendas sostienen incluso que Haroldo no murió en Hastings, sino que escapó y se convirtió en un eremita en Chester.

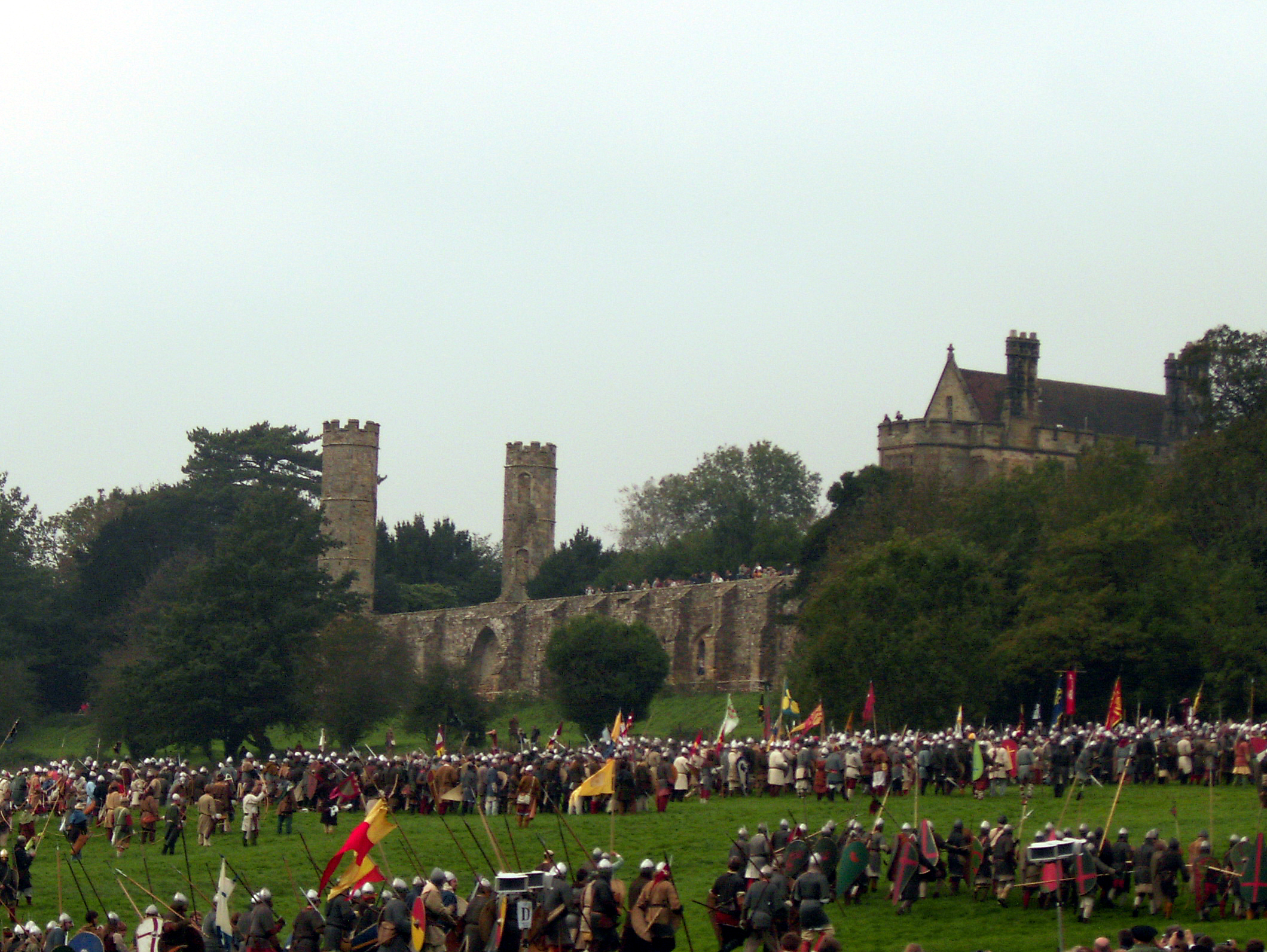
Cada pocos años miles de personas recrean la batalla de Hastings frente a la abadía de Battle

Guillermo esperaba recibir la sumisión de los líderes ingleses supervivientes después de su victoria pero en lugar de eso el Witenagemot proclamó rey a Edgar Atheling con el apoyo de los condes Edwin y Morcar, de Stigand, arzobispo de Canterbury, y de Aldred, arzobispo de York. Ante esto, Guillermo avanzó hacia Londres por la costa de Kent. Venció a una fuerza inglesa que le atacó en Southwark, pero no fue capaz de tomar el puente de Londres, por lo que se vio forzado a dar un rodeo para acercarse a la capital por un camino más largo. Subió por el valle del río Támesis y lo cruzó en Wallingford, donde recibió la sumisión de Stigand. A continuación viajó al noreste a lo largo de los Chilterns y se encaminó a Londres desde el noroeste, luchando en varias escaramuzas contra fuerzas enviadas desde la ciudad. Los líderes de Inglaterra finalmente se rindieron ante el duque normando en Berkhamsted, Hertfordshire, tras lo cual fue aclamado como rey de Inglaterra con el título de Guillermo I y coronado por Aldred el 25 de diciembre de 1066 en la abadía de Westminster.
A pesar de la sumisión de gran parte de la nobleza inglesa, la resistencia continuó varios años. Hubo levantamientos contra el dominio normando en Exeter a finales de 1067, mientras que a mediados de 1068 se produjo una invasión por parte de los hijos de Haroldo y otra rebelión en Northumbria. En el año 1069 Guillermo encaró más problemas causados por los rebeldes de Northumbria, una flota de invasión danesa, además de rebeliones en el sur y oeste de Inglaterra. El nuevo rey aplastó todas con dureza y culminó su demostración de poder con la conocida como Masacre del Norte a finales de 1069 y comienzos de 1070, durante la cual ordenó arrasar varias partes del norte de Inglaterra. El monarca también sofocó, en la ciudad de Ely, otro alzamiento contra su autoridad en 1070 encabezado por Hereward el Proscrito.
En el lugar de la batalla, Guillermo ordenó fundar la abadía de Battle. Según algunas fuentes del siglo XII, «El Conquistador» hizo una promesa de fundar esa abadía, y el altar mayor de su iglesia se colocó en el lugar exacto en el que cayó muerto Haroldo. Es más probable que los legados apostólicos que se reunieron con él en 1070 impusieran esta fundación. El tapiz de Bayeux, una tela bordada de casi setenta metros de largo que narra de forma cronológica todos los eventos previos a Hastings, posiblemente fue encargado poco después de la batalla por el obispo Odón de Bayeux, hermanastro de Guillermo, quizás para colgarlo en su palacio de Bayeux.
La topografía del campo de batalla ha sido alterada por la posterior construcción de la abadía y por la nivelación de su cima, razón por la que la empinada colina en la que tomaron posiciones los ingleses aparece hoy mucho menos inclinada. Tras la disolución de los monasterios decretada por el rey Enrique VIII a mediados del siglo XVI, los terrenos de la abadía pasaron a propietarios seglares, que la usaron como residencia campestre. En 1976 la parcela fue puesta a la venta y comprada por el gobierno británico con ayuda de algunos donantes estadounidenses que deseaban honrar el segundo centenario de la independencia de su país. La abadía y el campo de batalla están hoy abiertos al público y son administrados por English Heritage, un organismo público que protege el patrimonio histórico inglés. Cada cinco o seis años se recrea la batalla de Hastings con la participación de miles de voluntarios y espectadores en el lugar exacto del campo de batalla.